# Урекень (комуна)
Урекень, Урекені (рум. Urecheni) — комуна у повіті Нямц в Румунії. До складу комуни входять такі села (дані про населення за 2002 рік):
- Інгерешть (954 особи)
- Плугарі (9 осіб)
- Урекень (3077 осіб)

Комуна розташована на відстані 304 км на північ від Бухареста, 27 км на північ від П'ятра-Нямца, 81 км на захід від Ясс.

## Населення
За даними перепису населення 2002 року у комуні проживали 4040 осіб.
Національний склад населення комуни:
| Національність | Кількість осіб | Відсоток |
| -------------- | -------------- | -------- |
| румуни         | 3939           | 97,5%    |
| цигани         | 100            | 2,5%     |
| угорці         | 1              | < 0,1%   |

Рідною мовою назвали:
| Мова      | Кількість осіб | Відсоток |
| --------- | -------------- | -------- |
| румунська | 3943           | 97,6%    |
| циганська | 96             | 2,4%     |
| угорська  | 1              | < 0,1%   |

Склад населення комуни за віросповіданням:
| Релігія        | Кількість осіб | Відсоток |
| -------------- | -------------- | -------- |
| православні    | 3462           | 85,7%    |
| бретрени       | 275            | 6,8%     |
| п'ятдесятники  | 94             | 2,3%     |
| старообрядці   | 32             | 0,8%     |
| адвентисти     | 9              | 0,2%     |
| римо-католики  | 6              | 0,1%     |
| баптисти       | 4              | 0,1%     |
| реформати      | 2              | < 0,1%   |
| не релігійні   | 2              | < 0,1%   |
| греко-католики | 1              | < 0,1%   |
| лютерани       | 1              | < 0,1%   |